# Torún
Torún (en polaco: Toruń /ˈtɔruɲ/ⓘ, en alemán: Thorn) es una ciudad situada en el norte de Polonia. Tiene una población estimada, a fines de septiembre de 2023, de 172 554 habitantes.
Es una de las dos capitales del Voivodato de Cuyavia y Pomerania, junto con Bydgoszcz.
Es la localidad natal de Nicolás Copérnico.
La parte medieval de la ciudad está inscrita como Patrimonio de la Humanidad de la UNESCO desde 1997. La composición de la plaza mayor y las calles adyacentes sigue siendo la misma que hace siete siglos.

## Historia

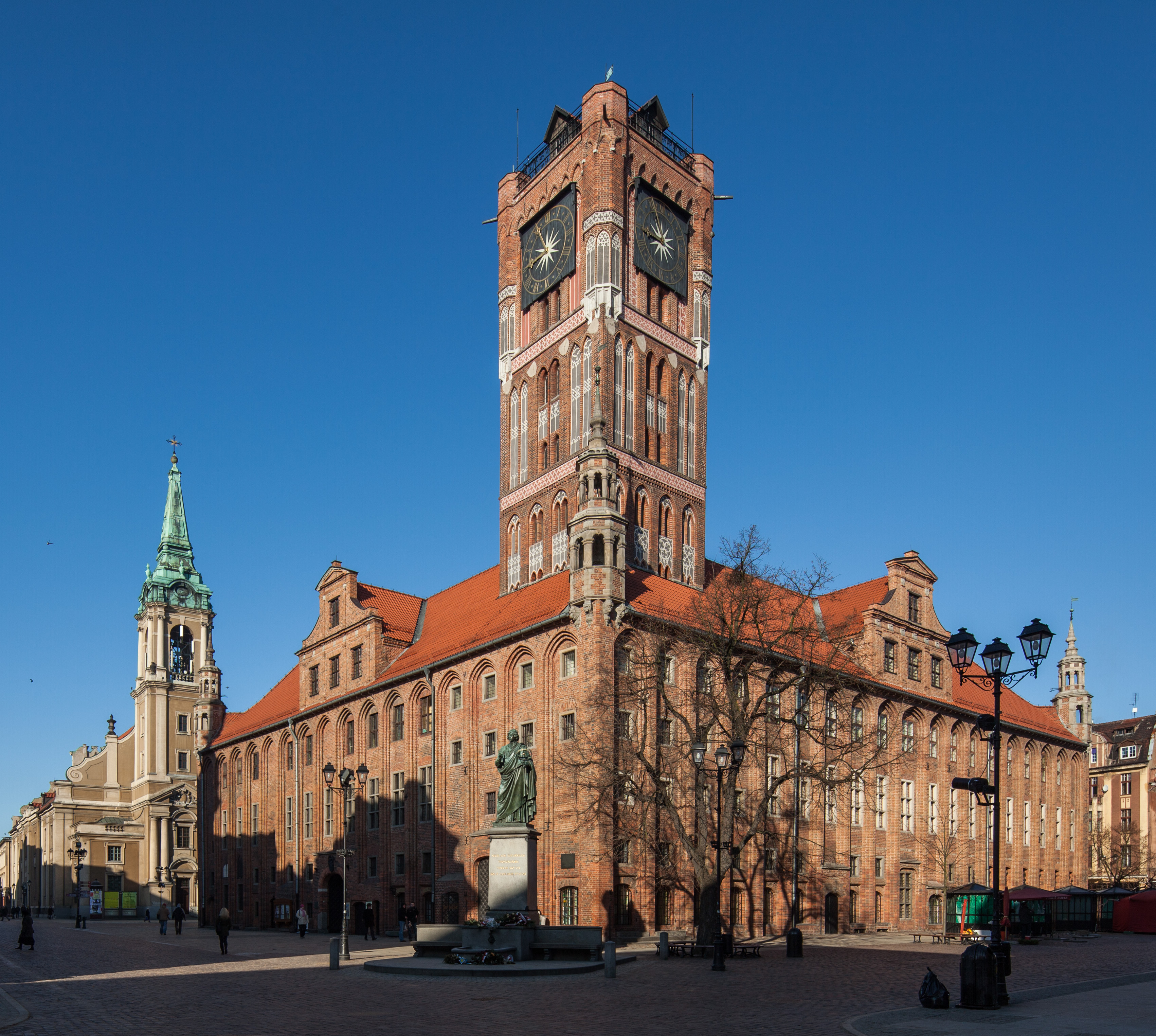
Antigua casa consistorial (Ratusz),

El primer asentamiento en los alrededores está fechado por los arqueólogos en 1100 a. C. Durante la Edad Media había un pequeño asentamiento que guardaba el paso del río (siglos VII al XIII), de nombre Toruń o Toroń.
A principios de la Edad Media, el área estaba habitada por tribus polacas, y se convirtió en parte del nuevo estado polaco emergente en el siglo X durante el reinado del primer gobernante polaco histórico Miecislao I. Como resultado de la fragmentación de Polonia en principados más pequeños, se convirtió en parte del Ducado de Mazovia.
Cuando los Caballeros Teutónicos llegaron a la región de Chełmno, construyeron un castillo en este lugar. El asentamiento llamado Thorn (nombre polaco germanizado) adquirió derechos de ciudad en 1233 y fue trasladado a la Altstadt o Stare Miasto (en alemán y polaco respectivamente, 'ciudad vieja'). La ciudad pronto se convirtió en un enclave comercial de habla alemana. En 1263 se establecieron en ella los frailes franciscanos y, posteriormente, en 1293, los dominicos. En 1264, fue fundada la vecina Thoner Neustadt o Ciudad Nueva (Nowe Miasto). Fue una ciudad distinta hasta 1454 en que ambas se unieron para formar una única ciudad.

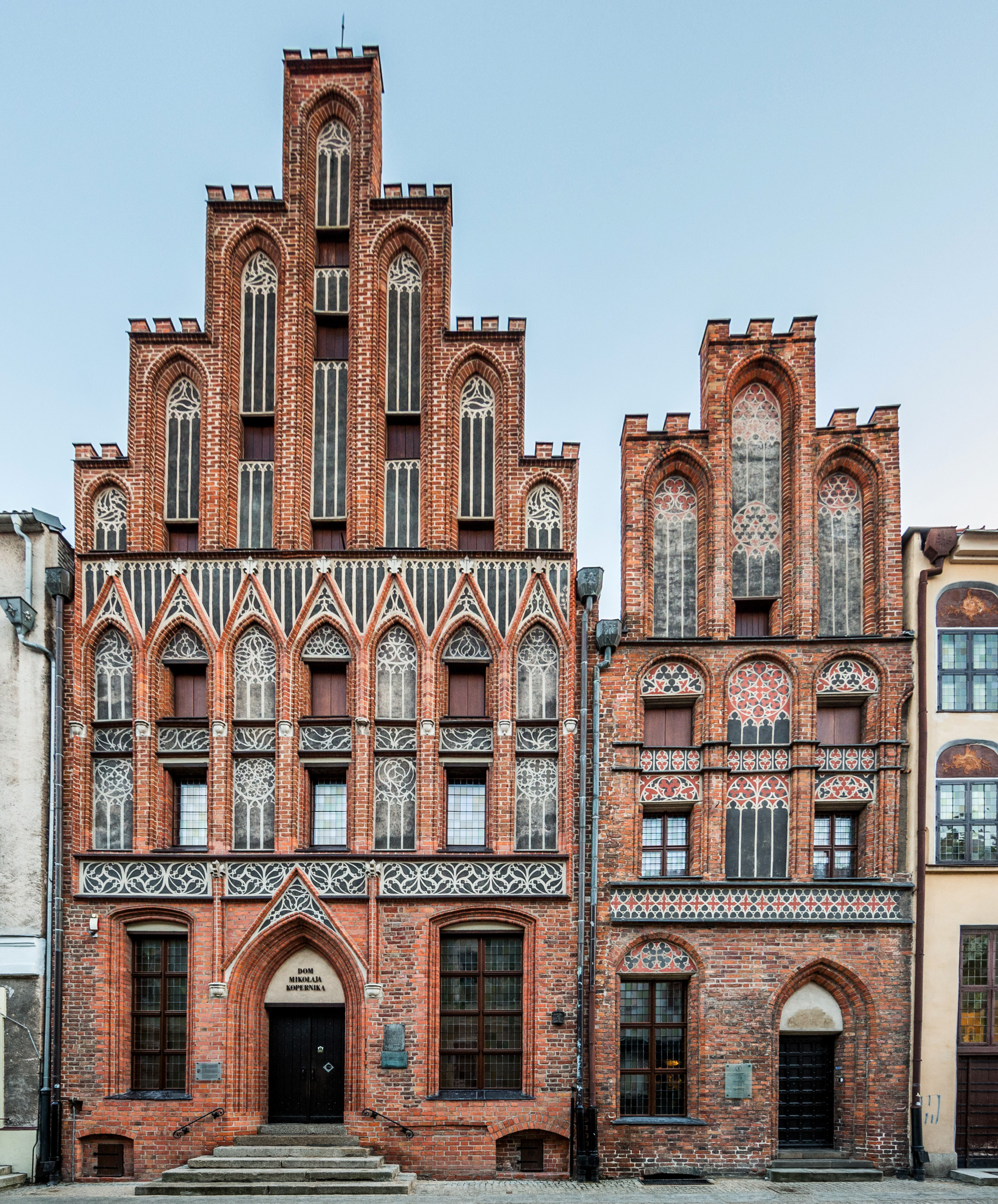
La casa de Nicolás Copérnico, un monje astrónomo polaco del Renacimiento que formuló la teoría heliocéntrica del sistema solar

Durante el siglo XIV, la ciudad se unió a la Liga Hanseática. La Primera Paz de Torún que terminó con la guerra entre los Caballeros Teutónicos y los polaco-lituanos (1409-1411) fue firmada en la ciudad en 1411. Después de que la nobleza de las ciudades prusianas formara la Confederación Prusiana en 1440, la ciudad se levantó en armas contra los Caballeros Teutónicos (en 1454) y aceptó la soberanía de la Corona Polaca en apoyo y por el reconocimiento de sus privilegios. La guerra resultante, la guerra de los Trece Años, terminó en 1466 con la Segunda Paz de Torún, en la que los Teutónicos cedieron la soberanía de la ciudad al Reino de Polonia. En 1454, en el castillo de Dybów, el rey Casimiro IV Jagiellon de Polonia anunció los estatutos de Nieszawa, es decir, un conjunto de privilegios para la nobleza polaca. Se considera que es el momento del surgimiento de la democracia noble en Polonia, que sobrevivió hasta las Particiones de Polonia. Desde 1454, Torún formó parte del voivodato di Chełmno en Polonia. 
En 1473 nació en la ciudad el famoso astrónomo polaco Nicolás Copérnico, y en 1501 murió el rey Juan I Alberto de Polonia. Su corazón fue enterrado en Catedral de Torún. En 1500, la campana de Tuba Dei, la más grande de Polonia en ese momento, se instaló en la catedral. En 1506, a Torún se le concedió el estatus de ciudad real de Polonia. En 1528, la casa de moneda real polaca se estableció en Torún. En 1568 se estableció un gimnasio, que desde 1594 ha sido una de las principales escuelas del norte de Polonia y una de las escuelas secundarias más antiguas de Polonia. En 1594, se estableció un museo en esta escuela, iniciando las tradiciones museísticas de Torún. Como ciudad muy influyente, grande y rica, Torún tenía derecho a votar durante la elección de los reyes polacos. En 1576 y 1626, las reuniones del parlamento de la Mancomunidad de Polonia-Lituania tuvieron lugar en Torún. 
La ciudad, poblada mayoritariamente por habitantes de origen polaco y alemán, adoptó el protestantismo en 1557 durante la Reforma (parte de la población alemana), mientras que la población polaca permaneció dentro de la Iglesia católica. En esos años el alcalde Heinrich Stroband (1586-1609) centralizó el poder de la ciudad en el ayuntamiento. En 1595, llegaron los Jesuitas a la ciudad para promover la Contrarreforma, tomando el control de la iglesia de San Juan. Los dirigentes protestantes intentaron limitar el flujo de población católica a la ciudad, mientras Jesuitas y Dominicos controlaban la mayoría de las iglesias dejando únicamente la iglesia de Santa María al culto protestante. En 1645, cuando los conflictos religiosos estallaron en muchos países europeos y la catastrófica guerra de los Treinta Años estalló al oeste de las fronteras de Polonia, el rey Vladislao IV de Polonia organizó un congreso de tres meses de católicos, luteranos y calvinistas europeos en Torún. El "Colloquium Charitativum" ha pasado a la historia del diálogo pacífico entre religiones.

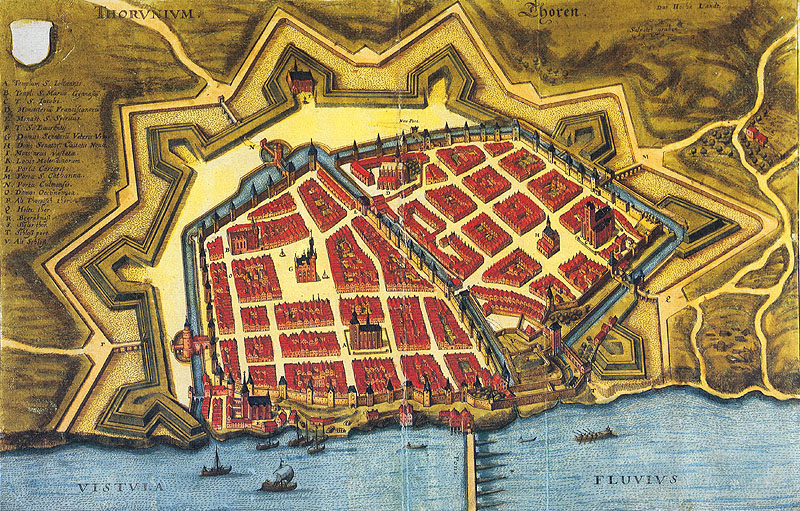
Vista de la ciudad, dibujo de 1641

En la segunda mitad del siglo XVII, creció la tensión religiosa entre católicos y protestantes al contrario que en el resto de Europa, en donde disminuyó tras la guerra de los Treinta Años y la Paz de Westfalia. En la República de las Dos Naciones (Polonia y Lituania), anteriormente muy tolerante, la situación empeoraba y, desde 1682, la iglesia de Santa María tuvo que ser protegida por milicias de luteranos para evitar que fuera ocupada durante las procesiones de la Fiesta del Corpus Christi.
El 16 de julio de 1724, mientras transcurría una procesión de los jesuitas, una lucha con alumnos de la escuela luterana causó la destrucción del colegio jesuita. Tras este hecho, tanto los jesuitas como los dominicos trataron de persuadir al alcalde Johann Gottfried Rößner, y otros diez destacados ciudadanos, todos ellos protestantes y prusianos alemanes, de convertirse a la Iglesia de Roma, oferta que rechazaron y tampoco abandonaron la ciudad a pesar de las presiones. Los jesuitas llevaron, entonces, el caso a la Corte Suprema de Varsovia. El juicio, ocurrido durante el reinado de Augusto II de Polonia, sentenció a muerte a Rößner y a otros nueve luteranos. La única iglesia protestante existente en la ciudad, la iglesia de Santa María, fue convertida en católica y asignada a los frailes franciscanos que celebraron misa en ella el día de la ejecución, el 7 de diciembre de 1724. Los ajusticiados son recordados como mártires protestantes . A partir de ese momento se exigió que la mayoría de los concejales fueran católicos. En algunas partes de Europa se conoce este hecho como el "Tribunal de la sangre de Torún" y dañó seriamente la reputación polaca de tolerancia. Décadas más tarde, durante las particiones de Polonia, Voltaire recordó estos hechos como un ejemplo de la intolerancia religiosa de los polacos.

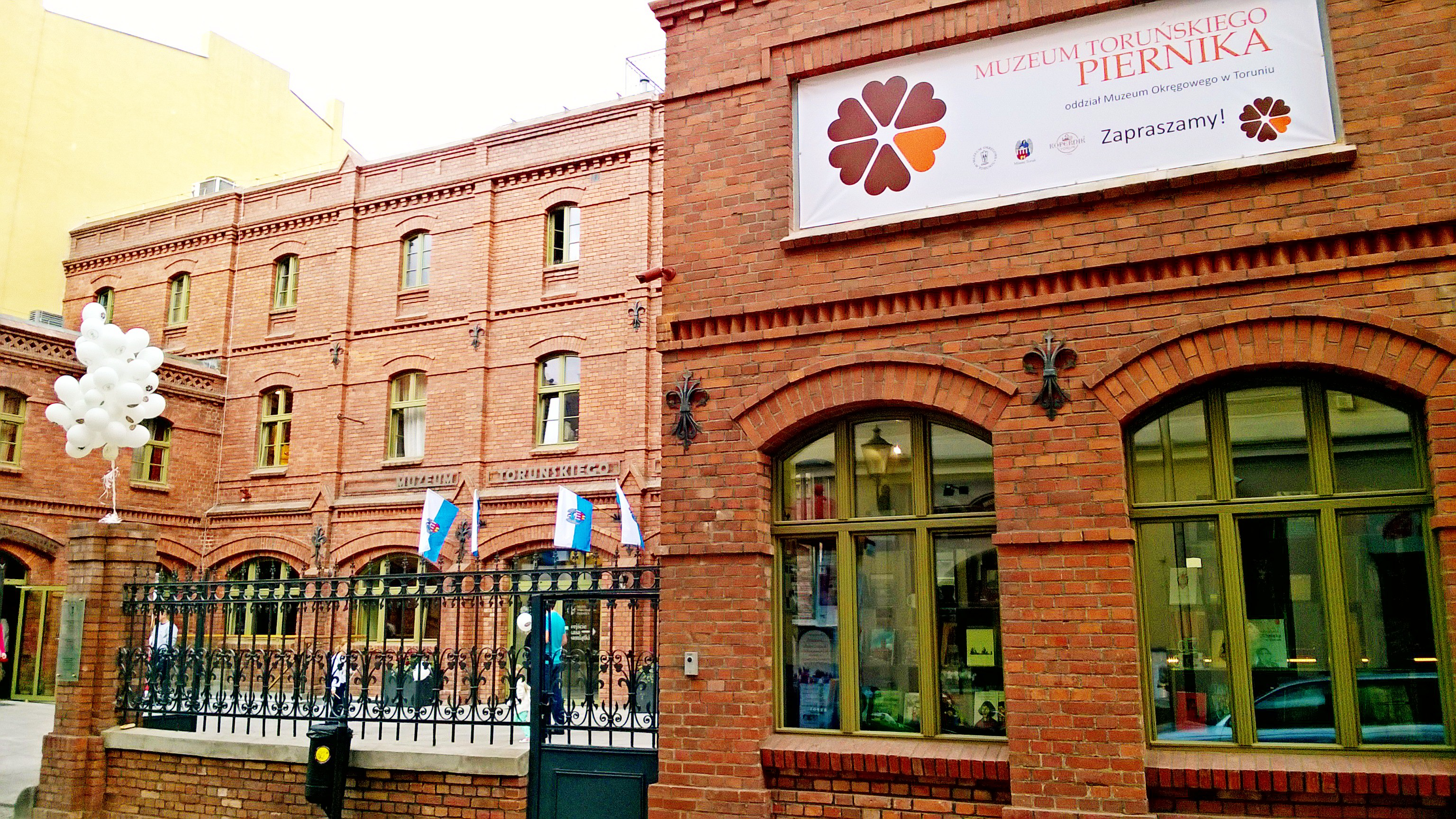
Museo del pan de jengibre de Torún

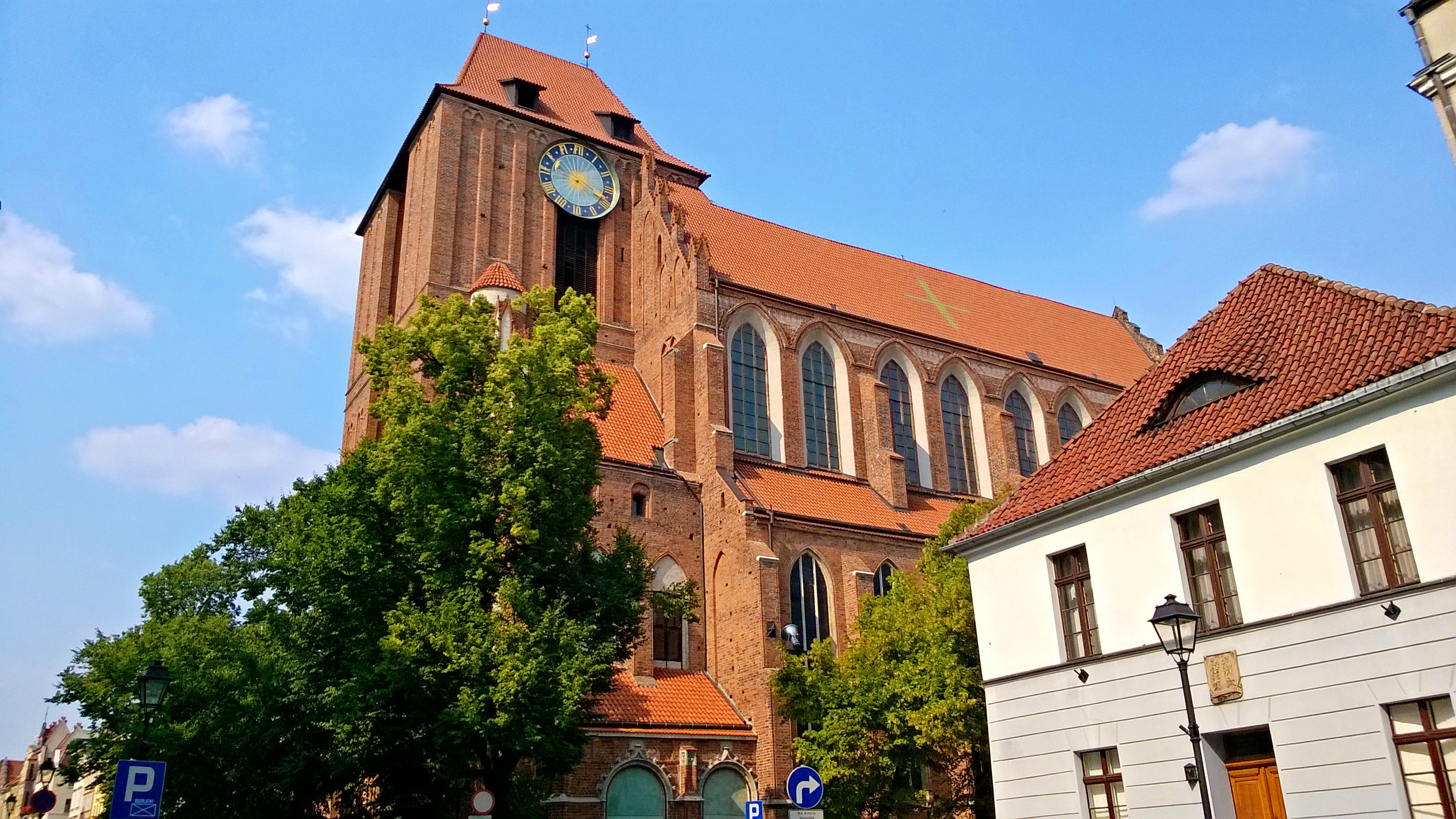
Catedral de Toruń. En la primera mitad del se reemplazó por un edificio mucho mayor, con varias naves, que se reedificó varias veces hasta alcanzar su forma actual a finales del

En 1793 el Reino de Prusia se anexionó la ciudad después de la Segunda partición de Polonia. En 1807, la ciudad pasó a formar parte del Gran Ducado de Varsovia creado por Napoleón y gobernado por Federico Augusto I de Sajonia. En abril y mayo de 1809, Torún fue la capital del principado. En 1809 fue defendida con éxito por los polacos durante el ataque de Austria. Cayó, tras un corto asedio, en poder ruso, el 16 de abril de 1813. Prusia la retomó después, tras la derrota de Napoleón, según lo establecido por el Congreso de Viena. Torún fue el centro de una fuerte resistencia polaca contra la discriminación y germanización. En 1870 los prisioneros franceses capturados durante la guerra franco-prusiana construyeron una cadena de fortalezas alrededor de la ciudad y, al año siguiente, la ciudad, junto al resto de Prusia, pasó a formar parte del Imperio alemán. En 1875 se estableció la Sociedad Científica de Torún, una importante institución polaca en las tierras polacas ocupadas por Alemania. En 1976, la institución recibió la Orden Polonia Restituta, una de las más altas distinciones de Polonia.
En 1918, Polonia recuperó la independencia. En el Tratado de Versalles de 1919 tras la Primera Guerra Mundial, Torún se integró en la Segunda República Polaca, como capital del Voivodato de Pomerania. En 1925 se estableció en la ciudad el Instituto Báltico con el cometido de documentar la herencia polaca en Pomerania.

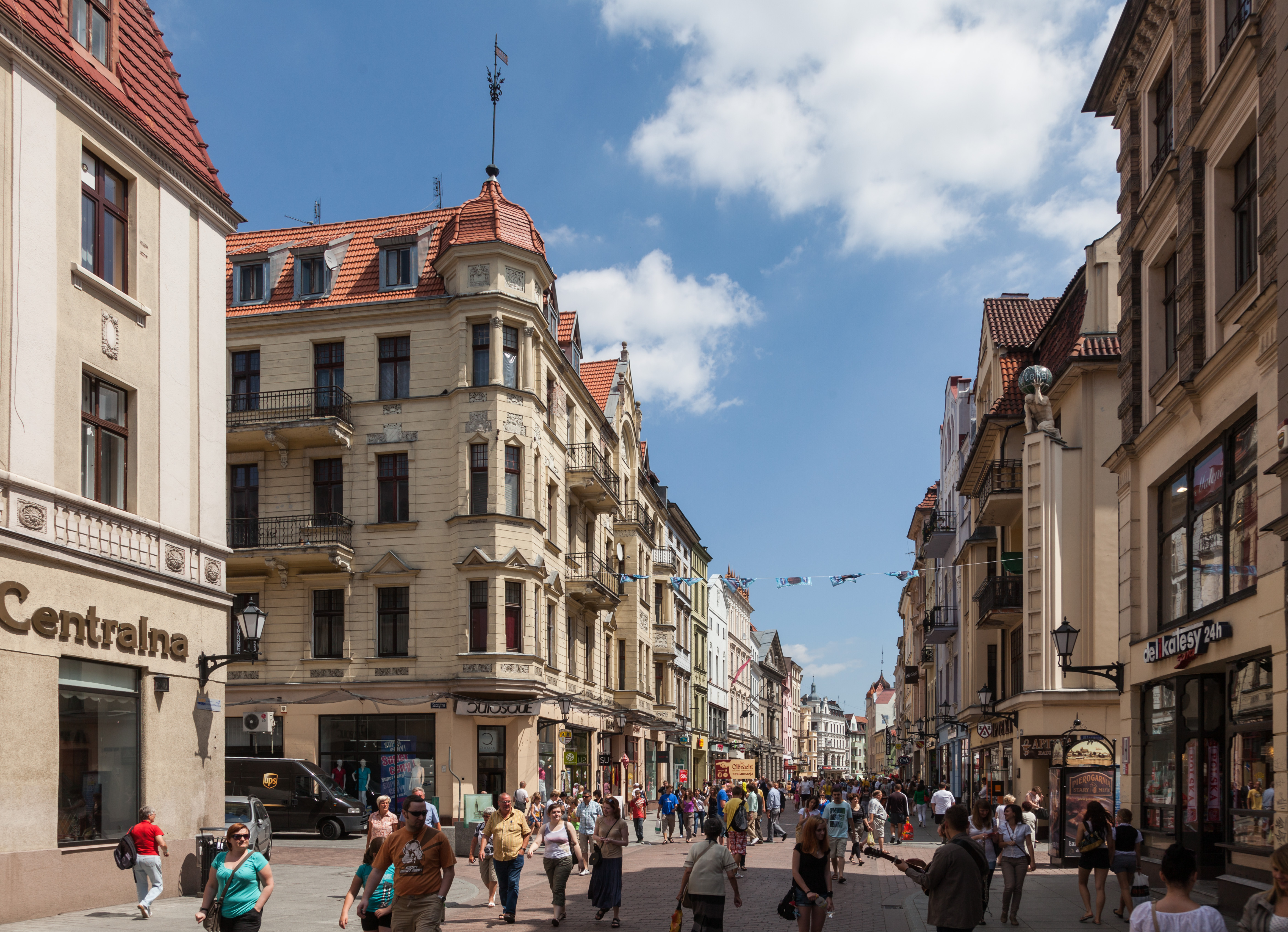
Szeroka, la primera calle en el ciudad

En general, en el periodo de entreguerras hubo un importante desarrollo urbano y se realizaron grandes inversiones en transporte (calles, tranvías y el puente Piłsudski), en construcciones residenciales (nuevas viviendas, especialmente en Bydgoskie Przedmieście) y edificios públicos.
Torún fue anexionada por la Alemania nazi tras la invasión alemana de Polonia de 1939 y administrada como región de Danzig-Prusia Oriental. Durante la Segunda Guerra Mundial la cadena de fortalezas de Torún  sirvió como campo para prisioneros de guerra, conocido como Stalag XX-A. Los polacos locales fueron objeto de detenciones masivas expulsión, trabajos forzados y ejecuciones masivas. En el otoño, los alemanes llevaron a cabo arrestos masivos de la intelligentsia polaca como parte de Intelligenzaktion. Estos polacos fueron encarcelados en la fortaleza local, y en diciembre de 1939 al menos 600 fueron asesinados en el bosque cercano. De 1940 a 1943, hubo un campo de reasentamiento alemán en la ciudad para los polacos expulsados de Torún y la región. Las condiciones sanitarias en el campo eran inhumanas. 12 000 polacos pasaron por el campo, 1000 de los cuales murieron, incluidos 400 niños. Como resultado de los crímenes alemanes, el número de polacos en Torún se redujo a 15 000. Torún fue liberada por el Ejército Rojo a principios de 1945, en el curso de la Ofensiva del Vístula-Óder y devuelto a administración polaca en la Conferencia de Potsdam. La ciudad fue afortunada por la escasa destrucción ocurrida durante la guerra. En febrero de 1945 el Stalag XX pasó a ser un campo de concentración ruso, en el que hasta su disolución en 1946 fallecieron, debido a las malas condiciones sanitarias y falta de alimento, 8.000 soldados alemanes, cuyos restos fueron enterrados en diversas fosas comunes en gran parte no documentadas.
Tras la Segunda Guerra Mundial, la población se duplicó y la industria se desarrolló de forma importante, pero uno de los eventos más importantes de esa época fue la fundación de la Universidad Nicolás Copérnico de Torún en 1945, que afectó enormemente la vida de la ciudad y que se ha convertido en una de las mejores universidades del país.
Desde 1989, cuando el gobierno local y regional fue introduciéndose y con el establecimiento de la economía de mercado, Torún, al igual que otras ciudades de Polonia, ha sufrido una profunda transformación tanto social como económica. Hay un debate entre la población local de si este tiempo ha sido utilizado convenientemente, pero el hecho es que Toruń tiene una fuerte posición como líder local junto con la ciudad cercana de Bydgoszcz.
Las ciudades de Torún y Bydgoszcz son muy conocidas por tener conflictos durante décadas o incluso siglos, lo que independientemente de la motivación es dañino para ambas ciudades y constituyen el par de ciudades polacas más conocidas por su rivalidad.[cita requerida] Torún es considerado como uno de los Centros Geográficos de Europa (depende del método de cálculo).[cita requerida]

## Etimología

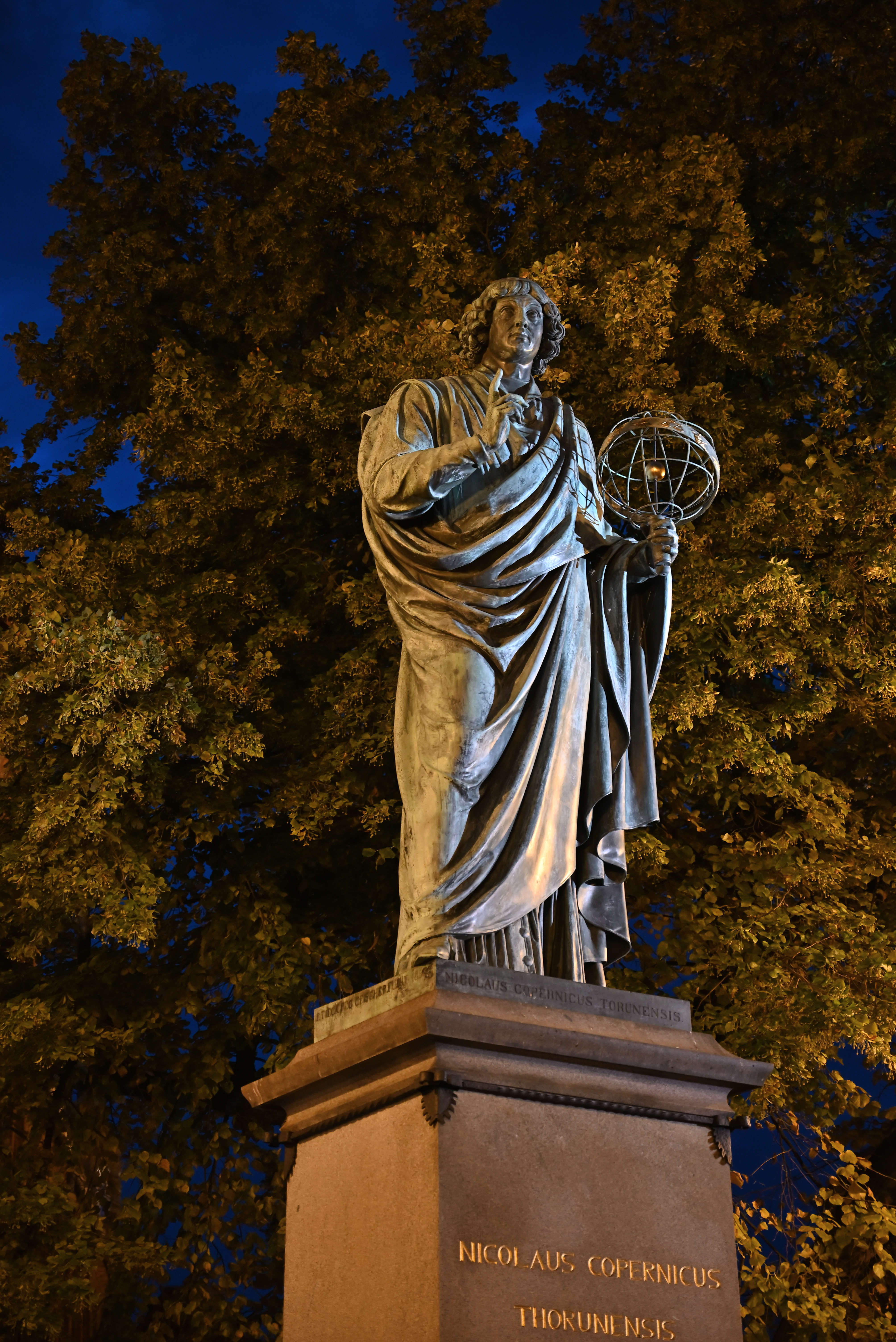
Monumento a Nicolás Copérnico

Documentos antiguos registran el nombre de la ciudad como Thorun (1226,1466), Turon, Turun, Toron, Thoron y Thorn. Cuando Torún se convirtió en ciudad real, sujeta al poder de los reyes de Polonia, documentos en latín y monedas mostraban Thorun, Thorunium, civitas Thorunensis, o civitas Torunensis, y después del siglo XV, el actual nombre polaco Toruń.
Existen diferente explicaciones etimológicas a los nombres comentados según ha sido el nombre polonizado o germanizado:
- polaco:

- provendría del polaco tor, que significa "tramo (del río Vístula)". Toruń significaría entonces "ciudad del tramo";
- puede haber sido originalmente Tarnów, basado en la polaca tarnina, un tipo de planta de río. Existen varias ciudades en Polonia con la misma derivación;
- provendría del polaco ruń, inclinado, por la torre inclinada en la muralla que rodea la ciudad;

- alemán:

- provendría del alemán Tor (anteriormente Thor), que significa "puerta" (como se muestra en el escudo de armas);
- provendría del castillo de Torón en el Reino de Jerusalén en el que lucharon los Caballeros Teutónicos durante las Cruzadas;
- provendría del dios nórdico Thor;

- otros:

- provendría del nombre de persona Toron y significaría "la ciudad de Toron".
- algunas personas, como Jan Miodek, afirman que Toruń no tendría un significado etimológico;

## Monumentos

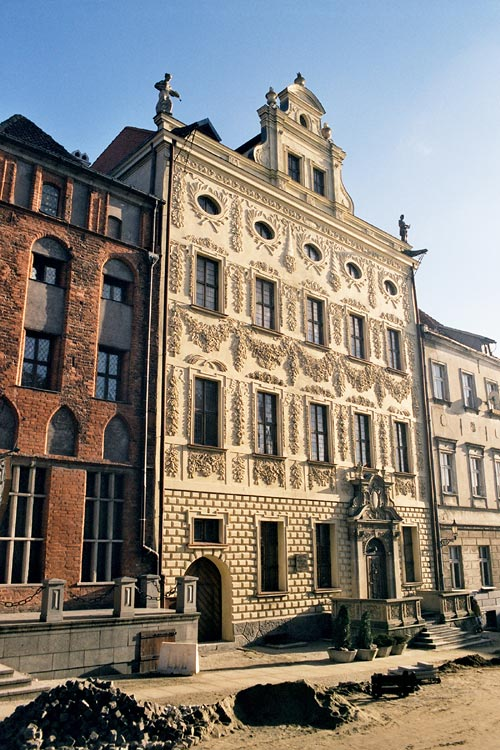
Palacio Dąbski. La Ciudad medieval de Toruń está declarada Patrimonio de la Humanidad

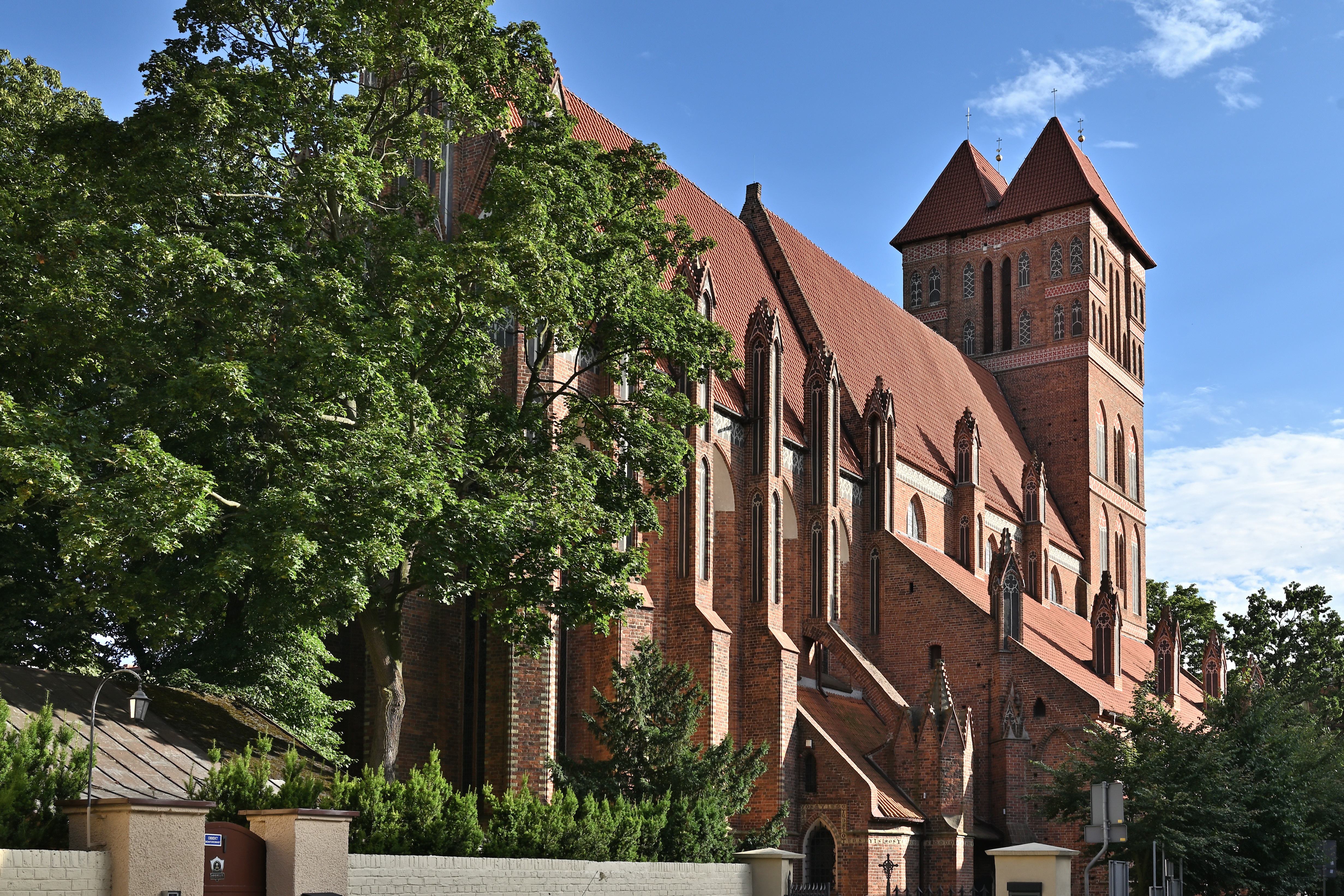
Iglesia de St. Jakob

Toruń está en la lista de ciudades Patrimonio de la Humanidad de la Unesco desde 1997. La ciudad cuenta con muchos monumentos de la Edad Media y del siglo XX (200 elementos militares). La ciudad es conocida por haber conservado su apariencia medieval casi intacta y muchos edificios (góticos), todos ellos construidos con ladrillo, incluyendo iglesias monumentales, el Ayuntamiento y muchas casas burguesas. Los monumentos más importantes son:
- Iglesias góticas:
  - catedral Basílica de San Juan Bautista y San Juan Evangelista, una iglesia construida en el siglo XIV y extendida en el siglo XV, destacadas esculturas y pinturas (Moisés, Santa María Magdalena, lápida de Johann von Soest), epitafios y altares renacentistas y barrocos (entre ellos el epitafio a Copérnico de 1580), así como una de las mayores campanas de Europa cuyo sonido legendario era conocido como la trompeta de Dios;
  - iglesia de Santa María, construida en el siglo XIV fue una iglesia franciscana;
  - iglesia de San Jacobo, basílica del siglo XIV con pinturas murales monumentales del siglo XIV;
- Antiguo Ayuntamiento, comenzado en 1274, reconstruido extensamente entre 1391 y 1399 y ampliado a finales del siglo XVI; uno de los ayuntamientos más monumentales en Europa Central;
- fortificaciones de la ciudad, comenzado en el siglo XIII y extendidas entre el siglo XIV y XV fueron demolidas en el siglo XIX preservando las puertas de la ciudad y torres de vigilancia del lado del Vístula;
- casa gótica del siglo XV, donde se argumenta que nació Copérnico (hoy un museo);
- ruinas del castillo de los Caballeros Teutónicos del siglo XIII;
- casa bajo la estrella (en polaco Dom Pod Gwiazdą), anteriormente gótica, brevemente propiedad de Filip Callimachus, posteriormente reconstruidas en el siglo XVI y en 1697, con una rica fachada decorada con estuco y con escalera de caracol de madera;
- Torún cuenta con el mayor número de casas góticas de Polonia con muchos pinturas murales góticas y techos con vigas de madera de los siglos XVI al XVIII.

Hay que destacar que Torún, al contrario que muchas otras ciudades históricas polacas, quedó casi intacta tras la Segunda Guerra Mundial. En particular la ciudad antigua quedó intacta y todos sus monumentos importantes son originales y no reconstruidos tras haber sido destruidos.
En los últimos años, se han ejecutado proyectos de renovación de la ciudad antigua. Se ha realizado la restauración de edificios, la pavimentación de calles y plazas (para devolverlas a su apariencia tradicional), la incorporación de plantas y árboles y otros elementos de pequeña arquitectura se están todavía realizándose, siendo el más llamativo de ellos la iluminación nocturna del Antiguo Ayuntamiento. Otros muchos monumentos, edificios y las murallas de la ciudad, se iluminan por la noche, creando un efecto impresionante, probablemente único en las ciudades polacas actuales teniendo en cuenta el tamaño del casco antiguo de Torún y el alcance del proyecto.

## Población

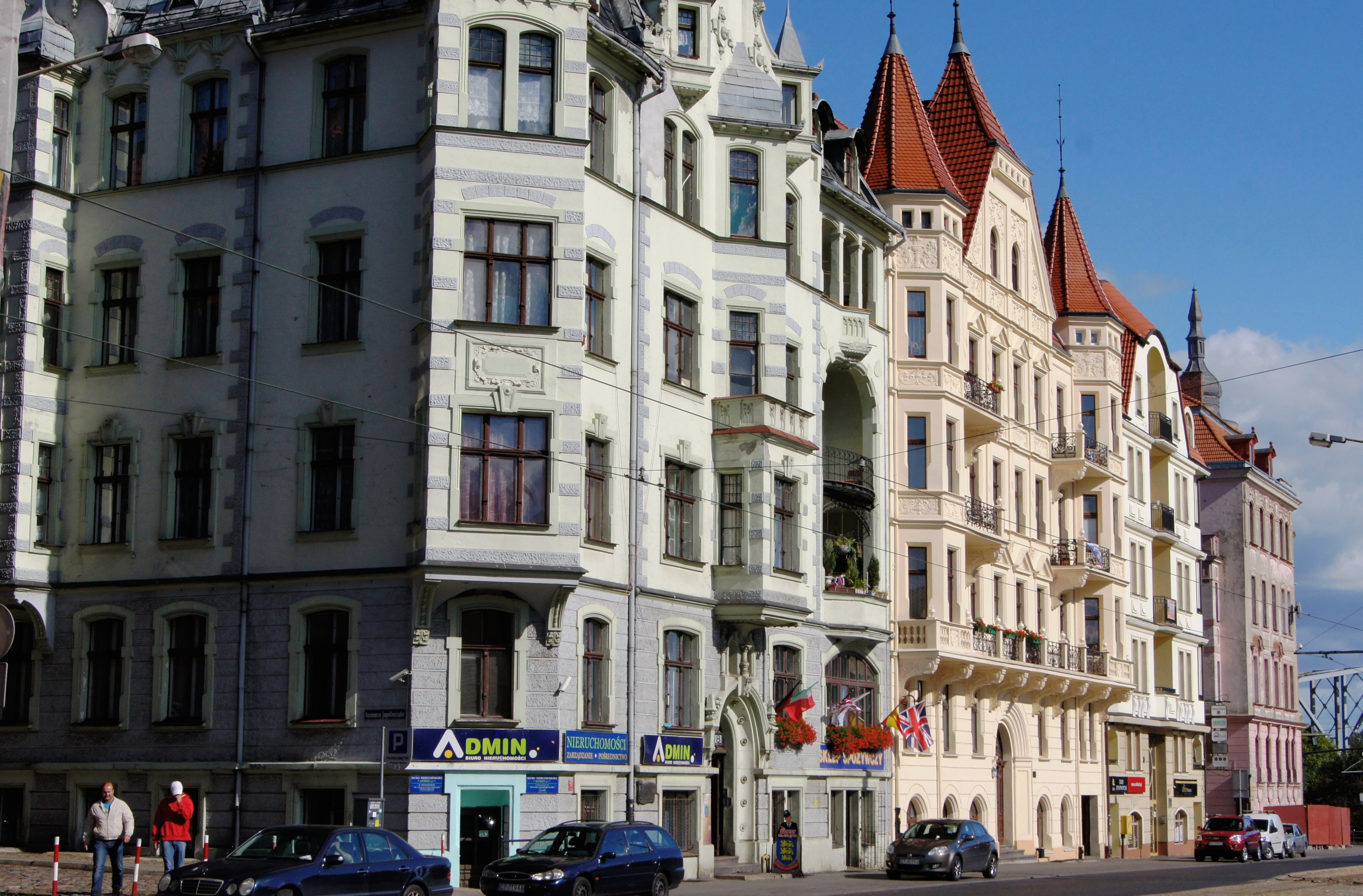
Los conventillos históricos en la calle Warszawska. La mayoría de las personas en Torún viven en apartamentos

Las últimas estadísticas muestran una disminución de la población hasta 208.007 al final del 2006. Ello se debe a que numerosos habitantes se han trasladado a municipios cercanos. Como resultado, Torún está rodeado de poblaciones cuyos habitantes trabajan y acuden a la ciudad habitualmente pero no viven oficialmente en ella.
En los últimos años se ha discutido si estas poblaciones deberían incorporarse al área administrativa de la ciudad lo que parece probable a largo plazo. Se considera que Toruń ha casi alcanzado el máximo de desarrollo en sus actuales límites. Dentro de la ciudad, la población se concentra en el margen norte del Vístula. Dos de las áreas más densamente pobladas son Rubinkowo y Na Skarpie, desarrolladas principalmente en los años 1970 y 1980 y con una población de 70.000 habitantes.
Las áreas de Torún y Bydgoszcz constituyen un entramado de poblaciones bipolar, que incluyendo su área de influencia cuenta con una población de alrededor de 800 000 hab. Esta área contiene un tercio de la población de la región de Kuyavia-Pomerania que cuenta con 2 100 000 hab. de habitantes.

## Transporte

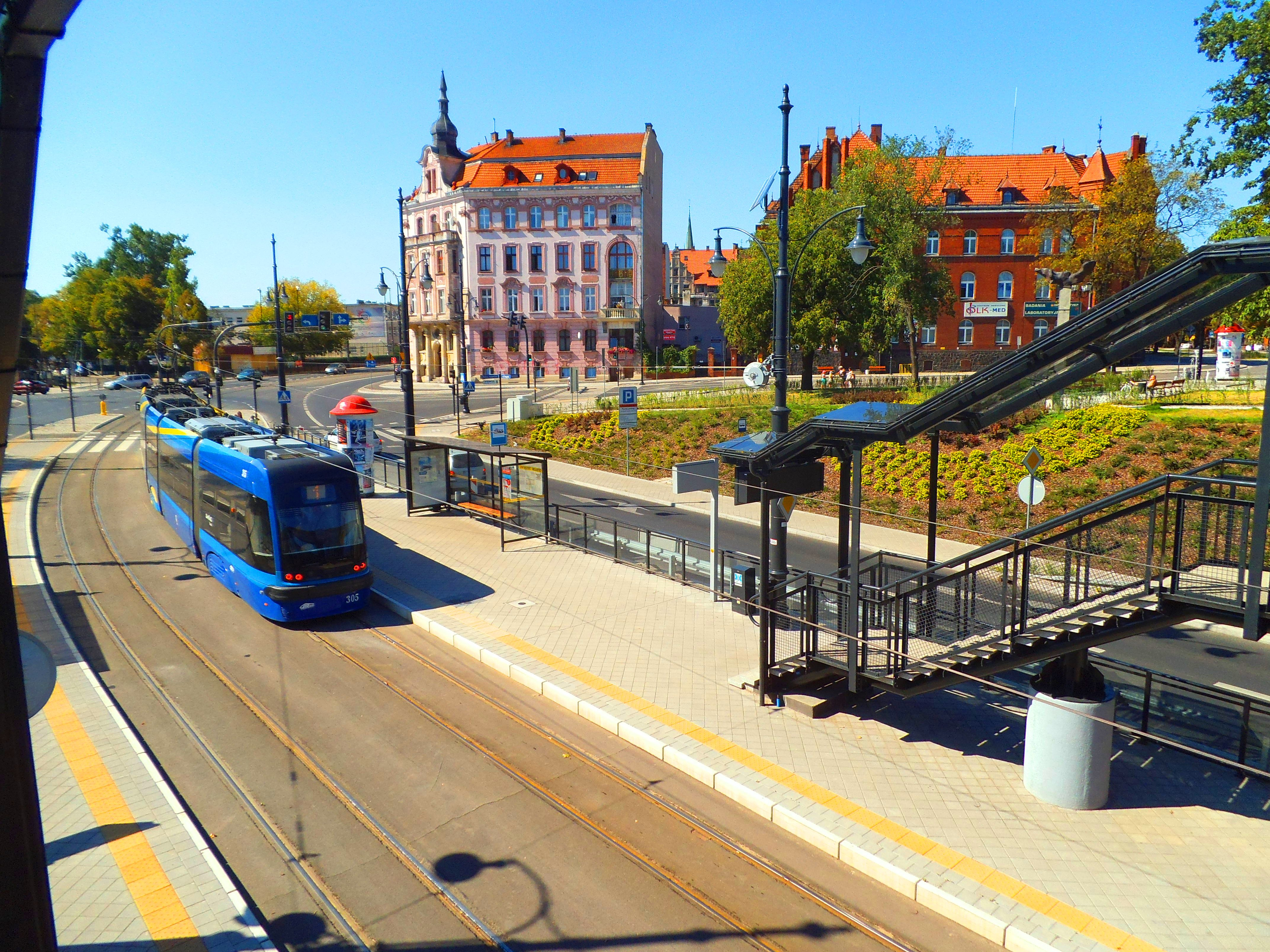
Tranvías en Torún son el principal medio de transporte.

La red de transportes de la ciudad ha sufrido muchas críticas durante años. Aunque la ciudad no es muy extensa, la red de calles y carreteras poco desarrollada es una fuente de problemas. Incluso la construcción de nuevas amplias avenidas, tanto por reconstrucción de las existentes o construcción de nuevas no han conseguido combatir la opinión de que Torún es una ciudad de tráfico difícil. El problema más serio es que sólo existe una puente para cruzar el Vístula en los límites de la ciudad. La construcción de carreteras de circunvalación, evitando la necesidad de circular por el centro ha ayudado pero la existencia de un único puente sigue causando atascos de tráfico. Se ha propuesto la construcción de un nuevo puente pero no está claro cuándo será construido.
La red de transporte público está compuesta de 4 líneas de tranvía y 30 líneas de autobús que abarcan la ciudad y algunos municipios vecinos.
Torún es un gran nudo de comunicaciones terrestres, uno de los más importantes de Polonia. La autopista A1 llega a Torún, y existe una circunvalación al sur de la ciudad. Además, la the Ruta Europea E75 y algunas carreteras regionales (con número 10, 15, y 80) pasan por la ciudad.
Tres estaciones de tren y cuatro rutas ferroviarias conectan Torún con Bydgoszcz y las ciudades de la región, y con otras ciudades importantes. La ciudad cuenta, también, con estaciones de autobuses que la conectan con otras ciudades de Polonia.
Desde 2005, la ciudad cuenta con un pequeño aeropuerto turístico y se construye un nuevo aeropuerto. Los aeropuertos de importancia más cercanos se encuentran en Bydgoszcz, Gdansk y Varsovia.

## Economía

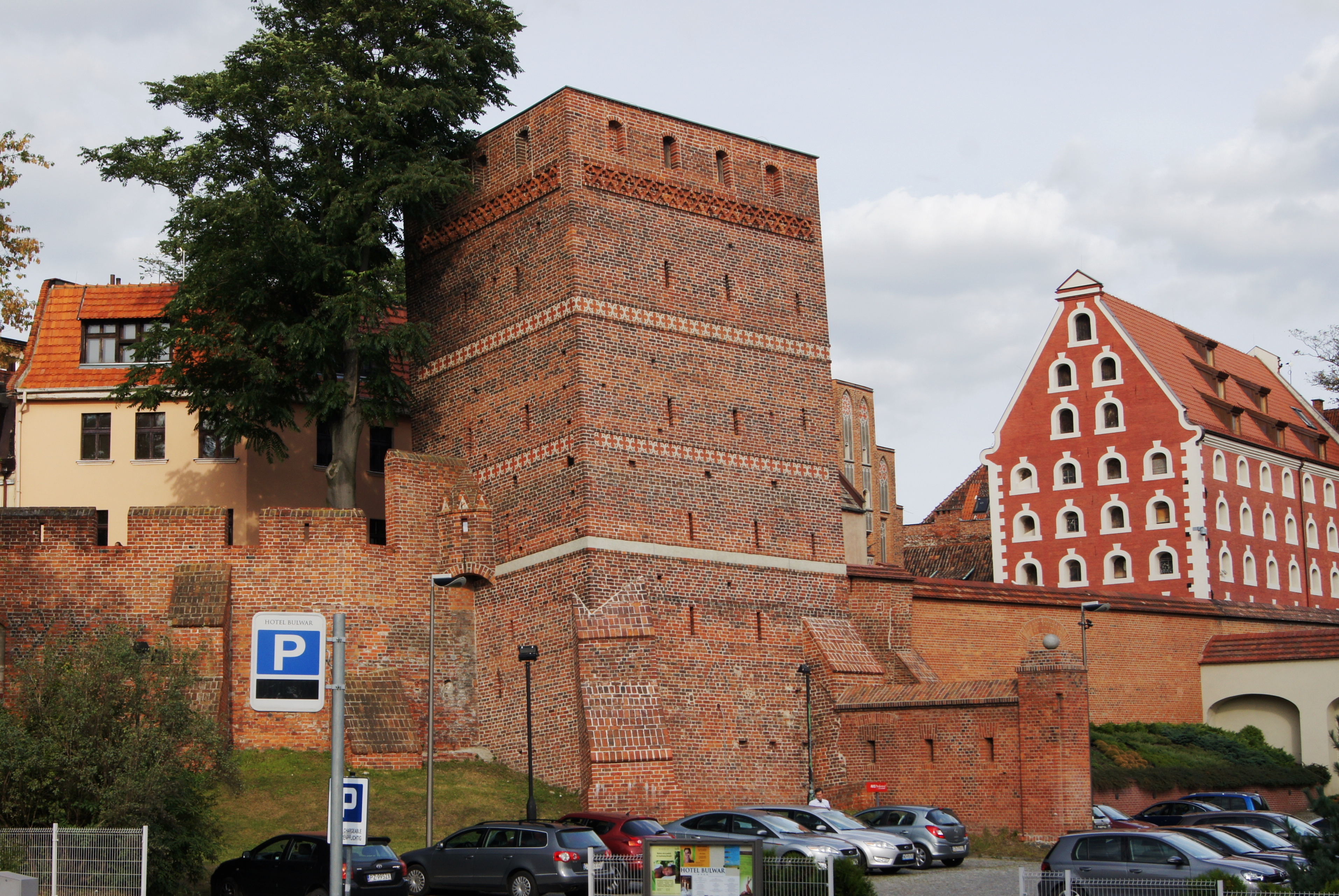
La Torre Inclinada de Torún es una atracción turística bien conocida en Polonia

Aun siendo una ciudad de tamaño medio, Torún es sede corporativa de algunas de las compañías más influyentes de Polonia o de alguna subsidiarias. La tasa de desempleo en julio de 2006, de 10,5%, es bastante moderada comparada con la media nacional (15,7%´) y no parece ser un problema serio.
En 2006 se ha iniciado la construcción de plantas de fabricación de la multinacional Sharp y de otras empresas japonesas en el municipio vecino de Łysomice (a alrededor de 10 km de la ciudad) y se esperan nuevas inversiones en el área, próximamente. Las plantas en construcción están situadas en un área económica especial de nueva creación.
Un vasto complejo de alta tecnología va a ser construido en los próximos años que podría proporcionar hasta 10 000 puestos de trabajo (predicción de 2010) y que tiene un coste de 450 millones de euros. Estas inversiones van a afectar sin lugar a dudas a la economía de la ciudad, e incluso, de toda la región. sus efectos se han empezado notar ya en el mercado inmobiliario.
Gracias al patrimonio de la ciudad, se reciben alrededor de millón y medio de visitantes al año. Este valor puede variar según la fórmula de cálculo, aunque, en cualquier caso, el turismo es una parte importante de la economía de ciudad. En el año 2006 se ha observado un aumento importante del número de visitantes. Torún cuenta con entre 20.000 y 25.000 empresas registradas en la ciudad.

## Cultura

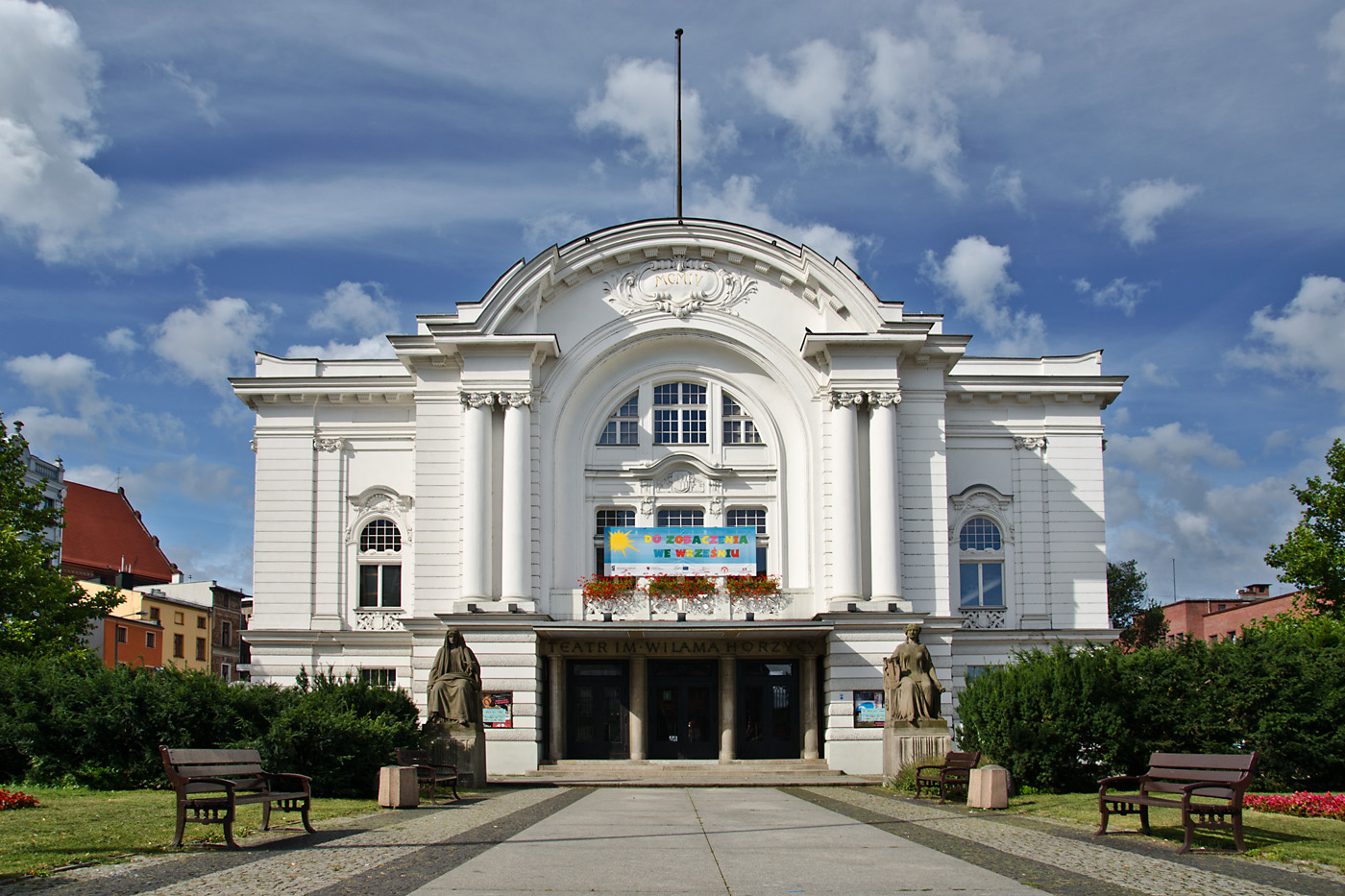
Teatro de Wilam Horzyca.

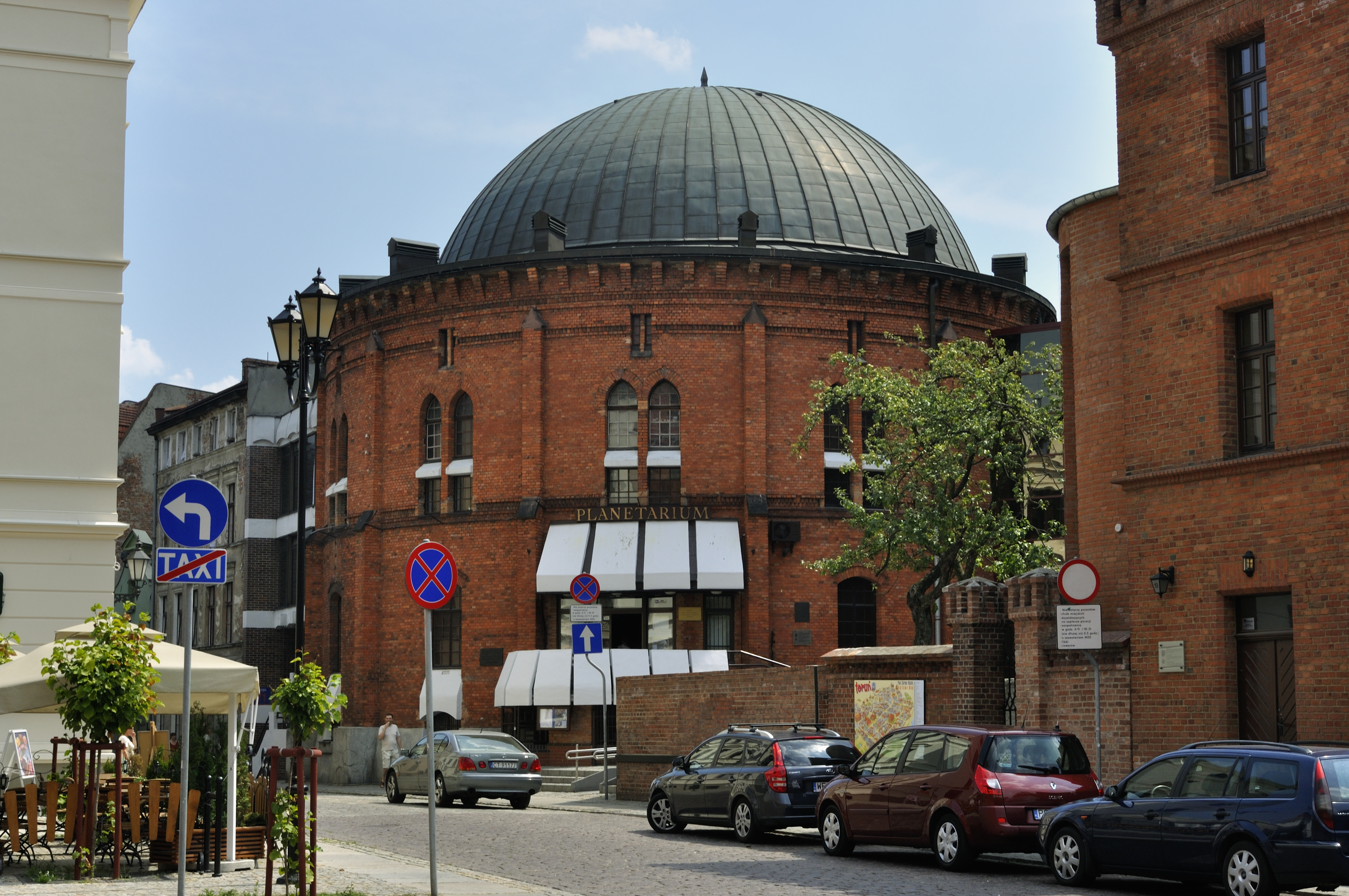
Toruń planetarium.

Torún cuenta con dos teatros (Teatr im. Wilama Horzycy con tres escenarios y el Teatr Wiczy), dos teatros para niños (Baj Pomorski y Zaczarowany Świat), dos teatros musicales (Mała Rewia, Studencki Teatr Tańca), y numerosos otros teatros de agrupaciones. La ciudad es anfitriona de, entre otros, el Festival Internacional de Teatro, celebrado anualmente en el mes de mayo.
El teatro llamado Baj Pomorski, situado al sureste del casco viejo, se está restructurando completamente. Cuando esté finalizado será una de las instalaciones más modernas de la ciudad. La ciudad cuenta con al menos 6 salas de cine.
Existen 10 museos de importancia en la ciudad, a destacar entre ellos el museo de la "Casa de Copernico". El museo universitario revela la historia académica de la ciudad.
Se construyó también un Centro de Arte Contemporáneo (Centrum Sztuki Współczesnej - CSW) muy cerca del centro de la ciudad y que fue inaugurado en 2007. Hay que destacar la Orquesta Sinfónica de Torún (anteriormente Orquesta de cámara de Torún) muy integrada en el panorama cultural de la ciudad.
Torún cuenta con un planetario (situado en el centro de la ciudad) y un observatorio astronómico en el municipio cercano de Piwnice. Este último cuenta con el mayor radiotelescopio de la parte este de Europa Central con 32 metros de diámetro, después únicamente del radiotelescopio de Effelsberg con 100 metros de diámetro.
En 2006, junto con la ciudad de Pamplona, Torún presentó su candidatura a Capital Europea de la Cultura de la edición 2016. Ello supuso la celebración de actividades conjuntas y de intercambio durante varios años incluida la firma en Bruselas, el 18 de junio de 2008, de un convenio de cooperación interterritorial entre las regiones de Navarra y de Cuyavia-Pomerania como apoyo a sendas capitales. Consecuencia de esta iniciativa se sigue celebrando desde 2009, durante la segunda quincena de agosto el Bella SkyWay Festival.

## Deporte

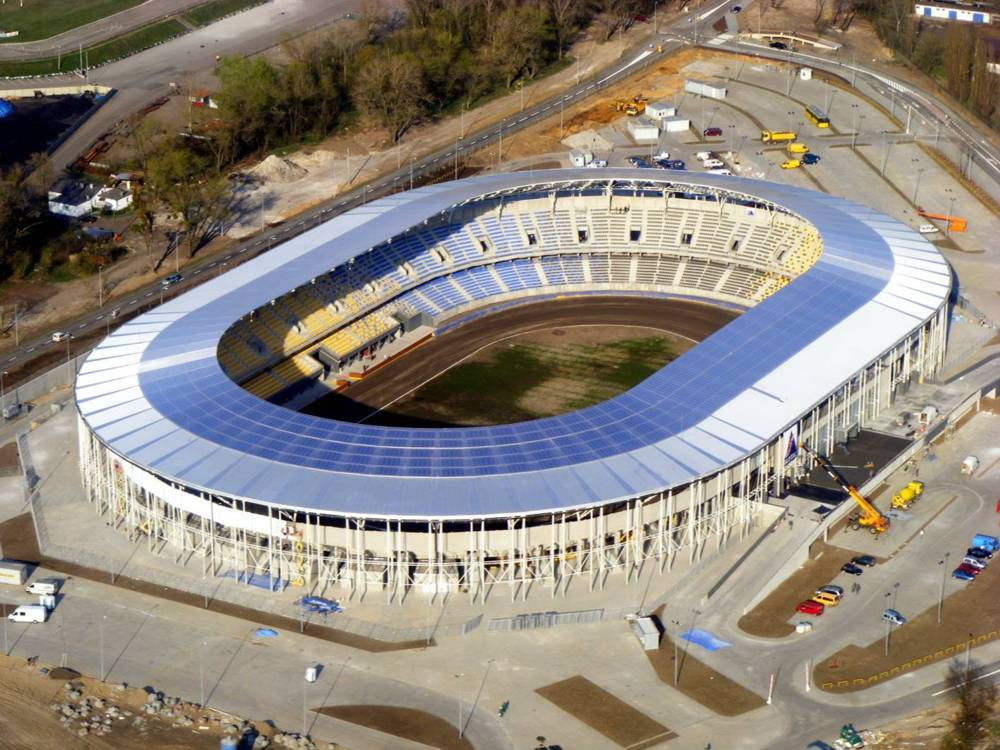
Estadio de speedway

- Apator Toruń - speedway - Ekstraliga - cuatro veces campeón de Polonia
- TKH Toruń - hockey sobre hielo - primera división - subcampeón de Polonia en 1968
- Twarde Pierniki Toruń - baloncesto - primera división - subcampeón de Polonia en 2017 y 2019
- Elana Toruń - fútbol - cuarta división
- Pomorzanin Toruń - fútbol - cuarta división
- Angels Toruń - fútbol americano - Liga Polaca de Fútbol Americano

En Torún se celebran las competiciones de la serie Grand Prix de Speedway.
Entre el 4 y el 7 de marzo de 2021 se celebró en el Arena Toruń de la ciudad, el XXXVI Campeonato Europeo de Atletismo en Pista Cubierta bajo la organización de Atletismo Europeo (también conocida por su nombre en inglés, European Athletics, y la sigla EA) y la Federación Polaca de Atletismo.

## Educación

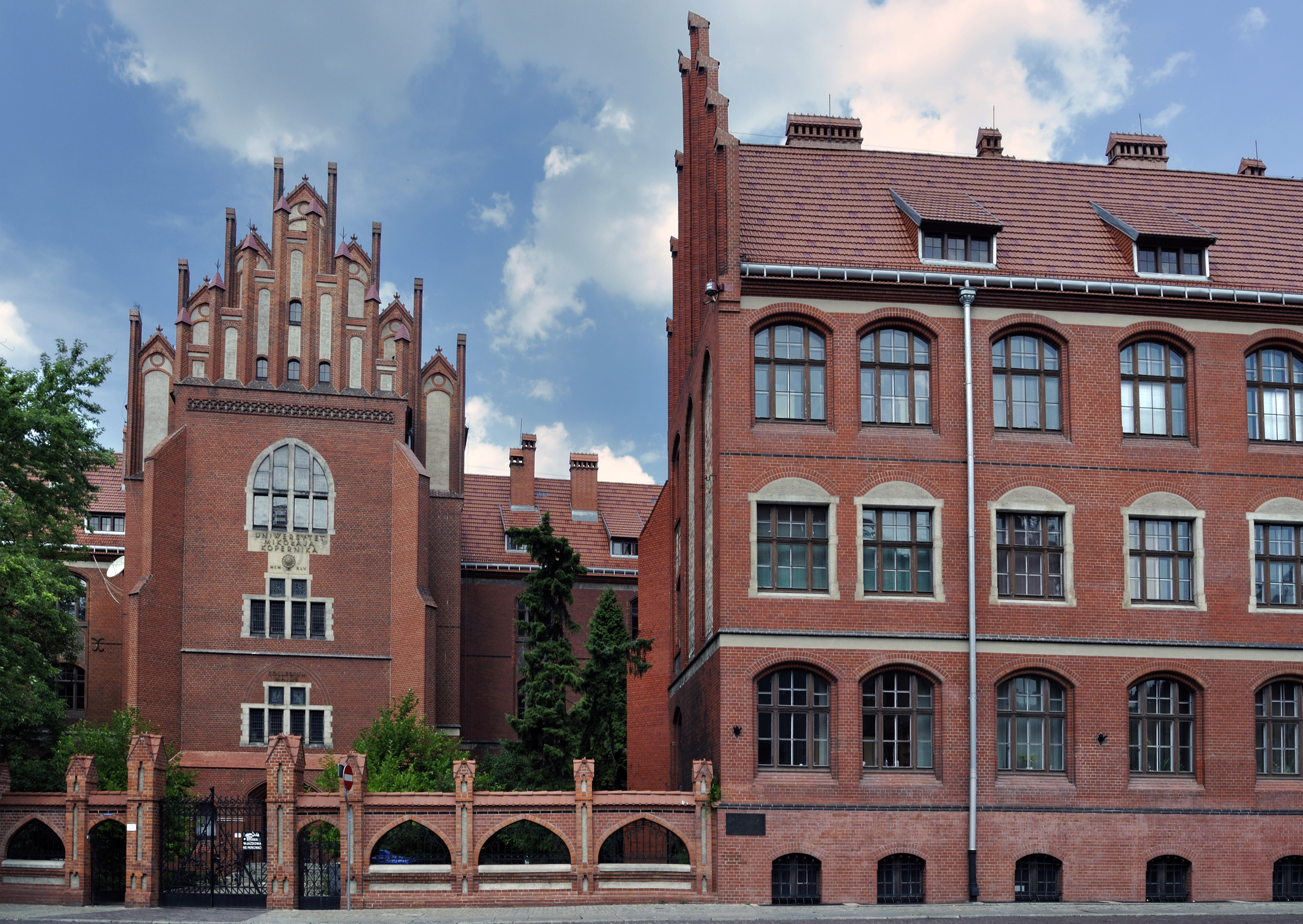
Universidad Nicolás Copérnico de Torún (Collegium Maius)

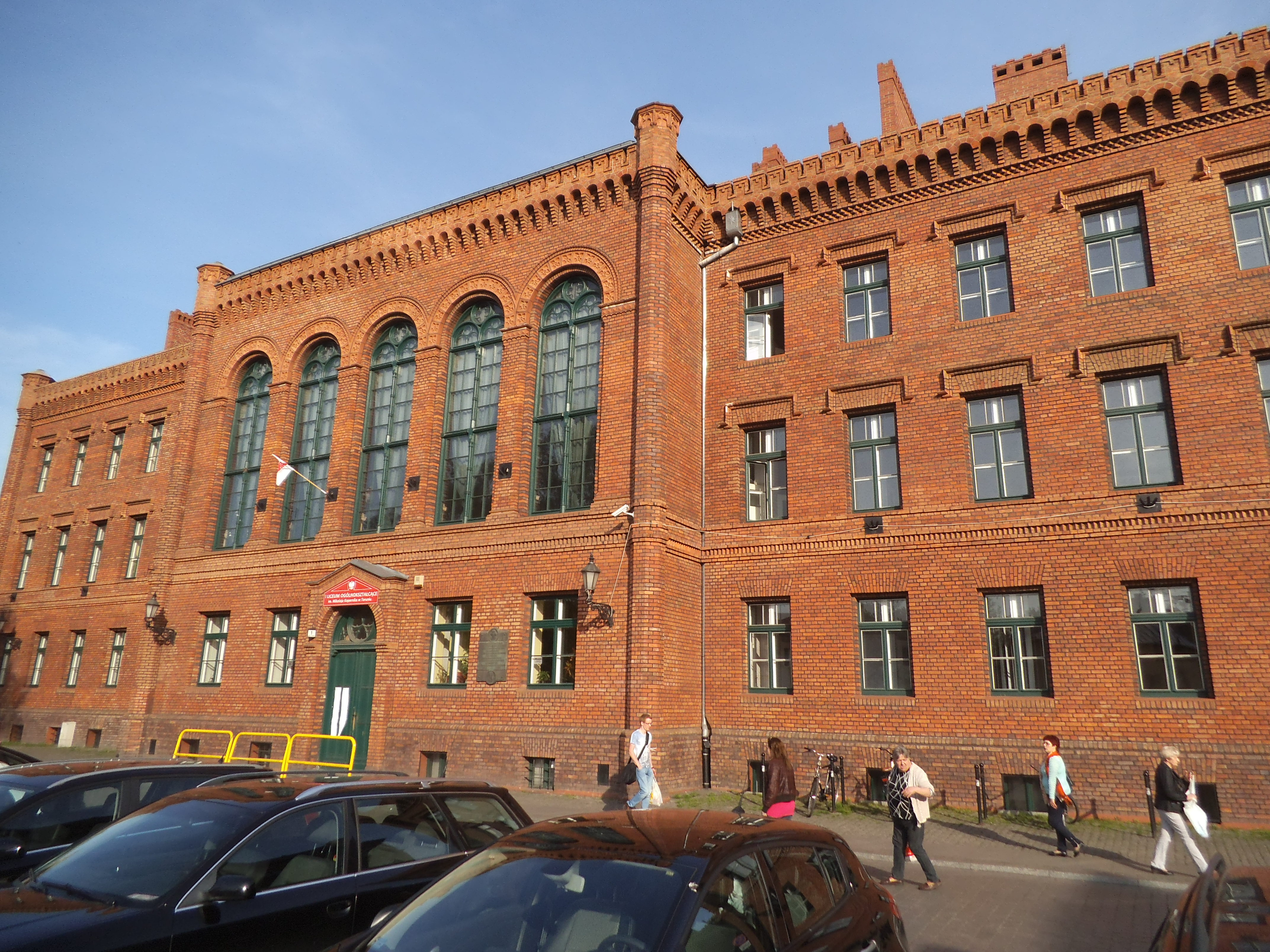
I Liceum Ogólnokształcące, una de las escuelas secundarias más antiguas de Polonia, fundada en 1568

La ciudad cuenta con más de 30 escuelas elementales y primarias, y 10 escuelas medias. Existen, también, una serie de escuelas privadas.
La institución más importante de educación superior es la Universidad Nicolás Copérnico, con más de 40.000 estudiantes y fundada en 1945, basada en la Sociedad Científica de Torún, Universidad Stefan Batory de Vilna y la Universidad Jan Kazimierz de Lvov. La universidad está considerada como de alto nivel e influye grandemente en la economía de la ciudad.
Algunas instituciones públicas de educación superior a destacar son:
- Wyższe Seminarium Duchowne (sección de la Facultad de Teología de la Universidad Nicolás Copérnico)
- Colegio de inglés - Nauczycielskie Kolegium Języków Obcych (asociado a la Universidad Nicolás Copérnico)
- Colegio de la moda (Kolegium Mody)

Algunas escuelas privadas de educación superior son:
- Wyższa Szkoła Bankowa
- Wyższa Szkoła Kultury Społecznej i Medialnej (asociado a la controvertida Radio María)
- Toruńska Szkoła Wyższa

## Salud
Cinco hospitales sirven las necesidades de la ciudad y de sus áreas limítrofes, además de otras instalaciones de asistencia primaria.

## Ciudades hermanadas
- Filadelfia (Estados Unidos, desde 1976)
- Gotinga (Alemania, desde 1978)
- Leiden (Países Bajos, desde 1988)
- Hämeenlinna (Finlandia, desde 1989)
- Čadca (República Checa, desde 1996)
- Swindon (Reino Unido, desde 2003)
- Novo Mesto (Eslovenia, desde 2005)

## Antiguas ciudades hermanadas
- Kaliningrado (Rusia, desde 1995). El 3 de marzo de 2022 se dio por terminado el acuerdo con esta ciudad debido a la agresión militar rusa contra Ucrania.[23]